# LDB2
LDB2 (англ. LIM domain binding 2) – білок, який кодується однойменним геном, розташованим у людей на короткому плечі 4-ї хромосоми.  Довжина поліпептидного ланцюга білка становить 373 амінокислот, а молекулярна маса — 42 793.
| 10         |  | 20         |  | 30         |  | 40         |  | 50         |
| ---------- |  | ---------- |  | ---------- |  | ---------- |  | ---------- |
| MSSTPHDPFY |  | SSPFGPFYRR |  | HTPYMVQPEY |  | RIYEMNKRLQ |  | SRTEDSDNLW |
| WDAFATEFFE |  | DDATLTLSFC |  | LEDGPKRYTI |  | GRTLIPRYFS |  | TVFEGGVTDL |
| YYILKHSKES |  | YHNSSITVDC |  | DQCTMVTQHG |  | KPMFTKVCTE |  | GRLILEFTFD |
| DLMRIKTWHF |  | TIRQYRELVP |  | RSILAMHAQD |  | PQVLDQLSKN |  | ITRMGLTNFT |
| LNYLRLCVIL |  | EPMQELMSRH |  | KTYNLSPRDC |  | LKTCLFQKWQ |  | RMVAPPAEPT |
| RQPTTKRRKR |  | KNSTSSTSNS |  | SAGNNANSTG |  | SKKKTTAANL |  | SLSSQVPDVM |
| VVGEPTLMGG |  | EFGDEDERLI |  | TRLENTQYDA |  | ANGMDDEEDF |  | NNSPALGNNS |
| PWNSKPPATQ |  | ETKSENPPPQ |  | ASQ        |  |            |  |            |

A: Аланін

C: Цистеїн

D: Аспарагінова кислота

E: Глутамінова кислота

F: Фенілаланін

G: Гліцин

H: Гістидин

I: Ізолейцин

K: Лізин

L: Лейцин

M: Метіонін

N: Аспарагін

P: Пролін

Q: Глутамін

R: Аргінін

S: Серин

T: Треонін

V: Валін

W: Триптофан

Задіяний у такому біологічному процесі як альтернативний сплайсинг. 
Локалізований у ядрі.